# グリン郡 (ジョージア州)
グリン郡（英: Glynn County）は、アメリカ合衆国ジョージア州の南東部、大西洋岸に位置する郡である。人口は8万4499人（2020年） 。郡庁所在地はブランズウィックであり、同郡で人口最大の都市である。
グリン郡はブラントリー郡とマッキントシュ郡にも広がるブランズウィック都市圏の中心である。

## 歴史
グリン郡は1777年2月5日に設立されたジョージア州最初の8郡の1つだった。郡名はイギリス庶民院議員であり、アメリカ独立の前にアメリカ植民地側を弁護したジョン・グリンに因んで名付けられた。ジェンキンスの耳の戦争の間に、グリン郡ではブラッディマーシュの戦いが起きた。ジェームス・オグルソープがフレデリカ砦を建設し、これが独立戦争の基地として使われた。グリン・アカデミーはジョージア州で2番目に古い学校である。
郡内には観光地として著名なシー諸島があり、ゴールデンアイルズと呼ばれるジェキル島、セントシモンズ島、シー島などがある。ジョージア州出身の詩人シドニー・ラニアがその海岸を「グリンの湿地」のなかで次のように謳った。
| Glooms of the live-oaks, beautiful-braided and woven With intricate shades of the vines that myriad-cloven Clamber the forks of the multiform boughs,-- Emerald twilights,-- Virginal shy lights, Wrought of the leaves to allure to the whisper of vows, When lovers pace timidly down through the green colonnades Of the dim sweet woods, of the dear dark woods, Of the heavenly woods and glades, That run to the radiant marginal sand-beach within The wide sea-marshes of Glynn;-- | ライブオークの陰、美しく編まれ、織られ 無数に割かれた蔓の入り組んだ影 様々な形の大枝の分かれた先を登り-- エメラルド色の薄明かり-- 処女のはにかんだ灯り 誓いの囁きに誘う葉の精巧さ 緑の並木を抜けて恋人達が臆病に降りてくるとき 薄甘い木々の中から、いとしく暗い木々の中から 天国の木々と沼地から その中に輝くわずかな砂浜を抜ける グリンの広い海沼地-- |

郡の名前が付けられた旧グリンコ海軍航空基地は、第二次世界大戦の時に軟式飛行船と対潜水艦戦の主要基地だった。現在、連邦警官訓練センターが基地のそこそこの部分を主キャンパスとして使用している。

## 地理

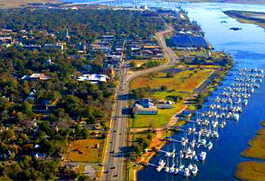
ブランズウィック市歴史地区

アメリカ合衆国国勢調査局に拠れば、郡域全面積は585.17平方マイル (1,515.6 km2)であり、このうち陸地422.37平方マイル (1,093.9 km2)、水域は162.80平方マイル (421.7 km2)で水域率は27.82%である。

### 主要高規格道路

#### 州間高速道路
- 州間高速道路95号線

#### アメリカ国道
- アメリカ国道17号線
- アメリカ国道25号線
- アメリカ国道82号線
- アメリカ国道341号線

#### ジョージア州道
- ジョージア州道25号線
- ジョージア州道25号線接続路
- ジョージア州道25号線支線
- ジョージア州道27号線
- ジョージア州道32号線
- ジョージア州道99号線
- ジョージア州道303号線
- ジョージア州道405号線
- ジョージア州道520号線

### 隣接する郡
- マッキントシュ郡 - 北
- カムデン郡 - 南西
- ブラントリー郡 - 西
- ウェイン郡 - 北西

## 人口動態
以下は2000年の国勢調査による人口統計データである。
| 基礎データ - 人口: 67,568人 - 世帯数: 27,208 世帯 - 家族数: 18,392 家族 - 人口密度: 62人/km2（160人/mi2） - 住居数: 32,636軒 - 住居密度: 30軒/km2（77軒/mi2） 人種別人口構成 - 白人: 70.66% - アフリカン・アメリカン: 26.45% - ネイティブ・アメリカン: 0.26% - アジア人: 0.60% - 太平洋諸島系: 0.05% - その他の人種: 0.88% - 混血: 1.09% - ヒスパニック・ラテン系: 2.99% 先祖による構成 - イギリス系：45.5 - アイルランド系：10.1% - ドイツ系：8.0% - スコットランド・アイルランド系：3.0% - スコットランド系：2.2% - ポーランド系：1.0% - ウェールズ系：1.0% 年齢別人口構成 - 18歳未満: 25.3% - 18-24歳: 8.2% - 25-44歳: 27.6% - 45-64歳: 24.5% - 65歳以上: 14.4% - 年齢の中央値: 38歳 - 性比（女性100人あたり男性の人口） - 総人口: 91.7 - 18歳以上: 87.5 | 世帯と家族（対世帯数） - 18歳未満の子供がいる: 30.2% - 結婚・同居している夫婦: 49.5% - 未婚・離婚・死別女性が世帯主: 14.6% - 非家族世帯: 32.4% - 単身世帯: 27.2% - 65歳以上の老人1人暮らし: 10.1% - 平均構成人数 - 世帯: 2.44人 - 家族: 2.95人 収入と家計 - 収入の中央値 - 世帯: 38,765米ドル - 家族: 46,984米ドル - 性別 - 男性: 34,363米ドル - 女性: 23,558米ドル - 人口1人あたり収入: 21,707米ドル - 貧困線以下 - 対人口: 15.1% - 対家族数: 11.6% - 18歳未満: 22.1% - 65歳以上: 11.9% |

## スーパーファンド適用地
グリン郡には有害廃棄物と指定された17か所、実際に汚染が進行中の企業6か所、スーパーファンド適用となった場所4か所がある。
ブランズウィック市市域の直ぐ外で「LCP化学」という施設を維持していたハンリン・グループは、1980年代半ばから閉鎖した1994年まで、タートル川の支流バービス・クリークと周辺の潮汐湿地に150トンの水銀を投棄したとして、有罪とされた。この事件で2人の役員が懲役刑を宣告された。
LCP施設は閉鎖した1994年にスーパーファンド適用地と宣言され、アメリカ合衆国環境保護庁により精密な調査が行われた。生化学者はセントシモンズ島のアメリカトキコウに水銀中毒を発見した。ここの海中から採られた魚、貝、蟹、海老や、鳥類にも有害金属が見つけられた。この調査で汚染源がLCPの工場であることを突きとめ、野生生物資源に対する被害の程度を文書化した。その結果絶滅危惧種法違反をハンリンとその事務所に適用することになった。
その他のスーパーファンド適用地は次の通りである
- ブランズウィック・ウッド保護地[6]
- ハーキュールズ 009 埋め立て地[7]
- テリー・クリーク浚渫地域/ハーキュールズ河口[8]

## 2009年大量殺人事件
2009年8月29日、ジョージア州の歴史の中でも最悪の大量殺人事件が起きた。ニューホープ移動住宅駐車場のトレーラーの中で7人の遺体が見つかった。他に2人が重傷であり、そのうちの1人は病院で亡くなった。ガイ・ハインズ・ジュニアが殺人容疑で起訴され、裁判が進行中である。

## 都市と町
- ブランズウィック - 郡庁所在地
- カントリークラブエステイツ
- ドックジャンクション
- セントシモンズ

## 教育
郡内の公共教育はグリン郡教育学区が管轄している